# Tuesday Knight
Tuesday Lynn Knight (Brentwood, California, 17 de febrero de 1969) es una actriz y cantante estadounidense, reconocida por su interpretación de Kristen Parker en la película de horror de 1988 A Nightmare on Elm Street 4: The Dream Master, reemplazando a Patricia Arquette en la secuela de A Nightmare on Elm Street 3: Dream Warriors (1987). Otros de sus créditos en cine incluyen Mistress (1992), The Fan (1996), Daddy and Them (2001) y How to Be Single (2016). Knight ha aparecido en varios episodios de series de televisión como Profiler (1996), The X-Files (1999) y 2000 Malibu Road (1992). Además de la actuación, Knight tiene una carrera como cantante de pop, publicando  hasta la fecha los álbumes Tuesday Knight (1987) y Uncovered (2017).

## Filmografía

### Cine
| Año  | Película                                      | Rol              | Notas            |
| ---- | --------------------------------------------- | ---------------- | ---------------- |
| 1988 | Promised a Miracle                            | Roberta Palmer   | Película para TV |
| 1988 | A Nightmare on Elm Street 4: The Dream Master | Kristen Parker   |                  |
| 1989 | The Preppie Murder                            | Shawn Kovell     | Película para TV |
| 1990 | Teach 109                                     |                  | Corto            |
| 1992 | Who Killed Baby Jesus?                        | Eve Cody         |                  |
| 1992 | The Prom                                      |                  |                  |
| 1992 | Mistress                                      | Peggy            |                  |
| 1993 | Calendar Girl                                 | Marilyn Monroe   |                  |
| 1993 | Cover Story'                                  | Tracy / Reen     |                  |
| 1994 | Wes Craven's New Nightmare                    | Ella misma       |                  |
| 1994 | Cool and the Crazy                            | Brenda           | Película para TV |
| 1995 | The Babysitter                                | Mesera           |                  |
| 1995 | Star Witness                                  | Anna             | Película para TV |
| 1995 | Strike Back                                   | Anna             |                  |
| 1996 | The Fan                                       | Enfermera        |                  |
| 1996 | The Hindsight                                 | Karen            |                  |
| 1996 | The Cottonwood                                | Ruby             |                  |
| 1997 | Telling Lies in America                       | Recepcionista    |                  |
| 2000 | Brother                                       | Prostituta       |                  |
| 2001 | Theory of the Leisure Class                   | Callie           |                  |
| 2001 | Daddy and Them                                | Billy Montgomery |                  |
| 2004 | Sweet Underground                             | Frances          |                  |
| 2005 | Diamond Zero a.k.a. IceMaker                  | Lil              |                  |
| 2010 | Never Sleep Again: The Elm Street Legacy      | Ella misma       | Documental       |
| 2013 | Opening Night                                 | Victoria Lawson  |                  |
| 2016 | How to Be Single                              | Actriz           |                  |

### Televisión
| Año     | Serie             | Rol             | Notas                                           |
| ------- | ----------------- | --------------- | ----------------------------------------------- |
| 1984    | Fame              | Suzi Detroit    | Episodio: "The Monster That Devoured Las Vegas" |
| 1987    | General Hospital  | Val             |                                                 |
| 1988    | The Facts of Life | Amy             | Episodio: "Let's Face the Music"                |
| 1989    | Matlock           | Abby Smith      | Episodio: "The Starlet"                         |
| 1990-92 | Sunset Beach      | Lucy            | 6 episodios                                     |
| 1992    | 2000 Malibu Road  | Joy Rule        | 6 episodios                                     |
| 1995    | Law & Order       | Candy           | Episodio: "Humiliation"                         |
| 1996    | Profiler          | Morissa         | Episodio: "I'll Be Watching You"                |
| 1997    | Spicy City        | Virus           | Episodio: "Love is a Download"                  |
| 1999    | The X-Files       | Jackie Gurwitch | Episodio: "Trevor"                              |

## Discografía
- Tuesday Knight (1987)
- Uncovered (2017)